# أيقونة المفضلة

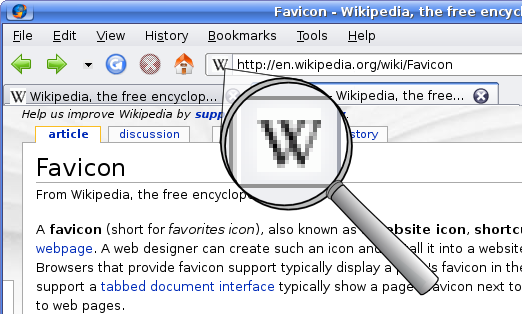
الأيقونة المفضلة يتم عرضها في معظم متصفحات الويب الرسومية الرئيسية.

فيف ايكون (اختصار للأيقونة المفضلة)، والمعروفة أيضا برمز الموقع، رمز الاختصار، رمز الرابط، أو رمز المرجعية هي أيقونة شكلها مربع وحجمها 16 × 16، 32 × 32 أو 64 × 64 بكسل ترتبط بموقع ويب معين أو بصفحة معينة. مصمم صفحات الويب يمكنه أن يصنع مثل هذا الرمز أو الأيقونة، ويثبته في موقع على شبكة الإنترنت (أو صفحة إنترنت) عن طريق وسائل عدة، معظم متصفحات الويب ذات الواجهة الرسومية سوف تستفيد منها. المتصفحات التي تدعم أيقونة المفضلة Favicon عادة تعرض الأيقونة المفضلة Favicon للصفحة في شريط عنوان المتصفح وبجوار اسم الصفحة في قائمة المواقع المفضلة. المتصفحات التي تدعم واجهة المستندات المبوبة عادة ما تظهر أيقونة المفضلة Favicon في الصفحة بجوار عنوان الصفحة في علامة التبويب.

## favicon.ico

### مقدمة ومقاييس
قدمت المعاني الأصلية للأيقونة المفضلة في إنترنت إكسبلورر4Internet Explorer 4، كان ذلك عن طريق وضع ملف يسمى favicon.ico في الدليل الأصلي الدليل الجذر لخادم الويب خادوم ويب. وهذا من شأنه جعل الأيقونة المفضلة Favicon تستخدم بعد ذلك تلقائيا في عرض المفضلة (المرجعية) للإنترنت إكسبلورر Internet Explorer. ومع ذلك، في وقت لاحق تم إنشاء نظام أكثر مرونة باستخدام لغة ترميز النص الفائق يستخدم هذا النظام للدلالة على مكان وجود الأيقونة لأي صفحة معينة. هذا يتحقق من خلال إضافة عنصر ربط link element لمستند الويب في الفرع المسمى 
<head>
، والذي يحدد نوع ملف الصورة وموقعها، كما هو مفصل أدناه. بهذه الطريقة، أي صورة وضعت كملف باستخدام هذه المعايير يمكن استخدامها كأيقونة مفضلة Favicon. على الرغم من استمرار العديد من المتصفحات في استخدام صيغة ICO ، إلا أن متصفحات أخرى (على الرغم من عدم وجود مايكروسوفت إنترنت إكسبلورر من ضمن أبرزها)أيضاً تدعم الآن بي إن جي وجي آي إف (بما في ذلك الـ GIF المتحركة). المتصفحات فايرفكس وأوبرا أيضا تستطيع قراءة الأيقونة المفضلة على صيغة جيه بيه إيه جيوAPNG.

### التراث
الإصدارات القديمة فقط من مايكروسوفت إنترنت إكسبلورر Microsoft IE تدعم ملفات الرموز التابعة لمايكروسوفت بشكل كامل. العديد من أصحاب المواقع قد غيروا امتدادات ملفات الأيقونة المفضلة لديهم إلى الامتداد.ico دون تحويلها إلى ملفات رموز مايكروسوفت. هذا الأمر خلق تعارض لم يستطيع الأنترنت اكسبلورر IE حله. ؛ لذا لا يتم عرض الرموز من هذا القبيل.
معظم المتصفحات الحديثة تنفذ كل أساليب الدعم للأيقونة المفضلة Favicon.

### الأصدارات السابقة مع المقاييس
أنشأت مايكروسوفت ميزة الأيقونة المفضلة بالأصل للإنترنت اكسبلورر IE. والذي يقوم بطلب الأيقونة المفضلة Favicon من مجموعة عناوين (favicon.ico/) في الدليل الأصلي root directory لكل موقع (على سبيل المثال، http://en.wikipedia.org/favicon.ico).الصيغ المدعومة من مايكروسوفت لعلامات الوصلة link tag لا تتفق مع توصيات الـ HTML التابع لاتحاد شبكة الويب العالمية
رابطة الشبكة العالمية (W3C) للأسباب التالية:
- يجب أن تحتوي الصفة rel على قائمة ذات مساحة محددة من أنواع الارتباط، ولذلك لا يستطيع أن يفهم متصفح الويب الارتباط المكون من كلمتين (مثل rel="shortcut icon")
- إن تنسيق الملفات «ICO» (تنسيق نقطي يستخدم للرموز بواسطة مايكروسوفت ويندوز) لا يملك نوع امتدادات البريد المتعددة مسجل وليس من المرجح أن يفهم تلقائيا بواسطة معظم متصفحات الويب.
- استخدام الموقع المحجوز reserved location في موقع الويب يتعارض مع طريقة بناء شبكة الويب العالمية Architecture of the World Wide Web، ويعرف هذا باحتلال الرابط أو احتلال عنوان الارتباط.

بالإضافة إلى ذلك، الإصدارات القديمة من إنترنت اكسبلورر IE هي الوحيدة التي تتعرف على لأيقونة المفضلة Favico عندما تحفظ الصفحة في المفضلة ولكنها تفشل في عرضها بمجرد زيارة هذه الصفحة مرة أخرى.

## المقاييس والتنفيذ
في عام 2003 تم تسجيل التنسيق.ico من قِبَل سيمون بوتشر مع سلطة تخصيص أرقام الانترنت أيانا (IANA) تحت نوع الملف image/vnd.microsoft.icon، وأخيراً تم توحيد نوع الملف. (وهذا يعني أيضا أن نوع الملف image/x-icon image/x-icon لم تعد صحيحة.)
إن متصفحات الويب فايرفكس وأوبرا أضافت المزيد من الدعم للأيقونة المفضلة، بطريقة تنسجم مع معايير الويب من خلال السماح لمصممي المواقع الإلكترونية إضافة الأيقونة المفضلة في أي من تنسيقات الرسومات الأربعة التالية:
- ICO
- بي إن جي
- جي آي إف
- جيه بيه إيه جي

ويبين الجدول التالي التنسيقات الصحيحة لسمات الارتباط link tags، وذلك باستخدام أمثلة من HTML وXHTML.
HTML
- <link rel="icon" type="image/vnd.microsoft.icon" href="<nowiki>http://example.com/image.ico</nowiki>">
- <link rel="icon" type="image/png" href="<nowiki>http://example.com/image.png</nowiki>">
- <link rel="icon" type="image/gif" href="<nowiki>http://example.com/image.gif</nowiki>">

XHTML
- <link rel="icon" type="image/vnd.microsoft.icon" href="/somepath/image.ico" />
- <link rel="icon" type="image/png" href="/somepath/image.png" />
- <link rel="icon" type="image/gif" href="/somepath/image.gif" />

المتصفح إنترنت اكسبلورر IE له تنسيق مختلف قليلا.
- <link rel="SHORTCUT ICON" href="<nowiki>http://www.example.com/myicon.ico</nowiki>"/>

وبالإضافة يمكن قبول التنسيق التالي أيضاً:
- <link rel="SHORTCUT ICON" href="<nowiki>/somepath/myicon.ico</nowiki>"/>

معظم متصفحات الويب لا تتطلب أي HTML لاسترداد الأيقونة المفضلة Favicon التي تتوافق مع اسم الملف الواقعي ونوع (favicon.ico) الموجود في الدليل الأصلي docroot لموقع الإنترنت. يتم طلب favicon.ico تلقائيا إذا لم يتم الكشف عن ارتباط لأيقونة مفضلة أثناء اتمام تحميل صفحة الـ HTML ولم تسجل زيارات سابقة لموقع الإنترنت هذا في محفوظات متصفح الويب.[بحاجة لمصدر]
بالإضافة إلى ذلك، ينبغي أن تكون مثل هذه الملفات بحجم إما 16 × 16 أو 32 × 32 بكسل، وإما 8 بت أو 24 بت في عمق الألوان (علما بأن ملفات GIF محدودة بـ 256 لون). يمكن لفايرفوكس Firefox عرض صور GIF متحركة ويمكنها عرض APNGs كأيقونات (بدءا من الإصدار 3).
معظم متصفحات الويب ومنذ ذلك الحين اضافت الدعم لهذا المعيار الجديد، وانها تستخدم عامة لكافة المحتويات الجديدة.

## وصلات خارجية
- المقترحات في معايير W3C المنظمة على شبكة الإنترنت على كيفية إضافة Favicon